# Булеве кільце
Булеве кільце — кільце з одиницею, всі елементи якого є ідемпотентами. Тобто x2 = x для всіх елементів кільця.
Всі булеві кільця є комутативними кільцями характеристики 2, оскільки x + x =  0.
Доведення: 0 = (x + x)2  - (x + x)=  x + x.

## Зв'язок з булевою алгеброю
Назва «булеве кільце» пояснюється тим, що кожне булеве кільце еквівалентне булевій алгебрі і навпаки:
- Операції булевого кільця:
{\displaystyle a+b=(a\land {\neg }b)\lor (b\land {\neg }a)}
{\displaystyle ab=a\land b}
- Операції булевої алгебри
{\displaystyle a\lor b=a+b+ab}
{\displaystyle a\land b=ab}
{\displaystyle \lnot a=1+a}
- Нуль кільця збігається з 0 булевої алгебри, нейтральний елемент множення збігається з 1 булевої алгебри.
- Відображення однієї булевої алгебри в іншу є гомоморфізмом тоді і тільки тоді, коли гомоморфізмом буде відображення відповідних кілець. Тобто, категорії булевих кілець та булевих алгебр є еквівалентними.
- Ідеал, простий ідеал, максимальний ідеал (теорія кілець) булевого кільця збігається з ідеалом простим ідеалом, максимальним ідеалом (теорія порядку) його булевої алгебри.

## Представлення булевих алгебр
Кожна скінченна булева алгебра ізоморфна алгебрі всіх підмножин скінченної множини. Тому число елементів булевої алгебри завжди є ступенем 2.
Булеве кільце еквівалентне полю множин.